# Harlow
Pour les articles homonymes, voir Harlow (homonymie).
Harlow est une ville nouvelle et un district non métropolitain du comté d'Essex, en Angleterre. Avec une population (en 2005) de 77 700 habitants pour une superficie de 30,54 km2, la ville a une densité de 2 544 habitants au km2.
Harlow a été créée autour de la place du marché par la réunion de 4 villages des alentours, selon un plan développé en 1947 par l´architecte Frederick Gibberd. Elle est connue pour avoir eu le premier centre-ville entièrement piéton.

## Personnalités liées à la ville
- Rik Mayall (1958-2014), acteur britannique, né à Harlow ;
- Victoria Beckham (1974-), née à Harlow ;
- Nick Kamen (1962-2021), mannequin et chanteur pop anglais ;
- Hugh Allison (1982-), acteur et réalisateur britannique, né à Harlow ;
- Shaun Murphy (1982 -) joueur professionnel de snooker, né à Harlow ;
- Hannah Fry (1984-), mathématicienne, née à Harlow ;
- Rupert Grint (1988-), acteur, né à Harlow ;
- Rod Stewart (1945-), chanteur de rock, actuellement résident de la ville.

## Jumelages
- Havířov (Tchéquie)
- Prague 15 (Tchéquie)
- Tingalpa (Australie)
- Vélizy-Villacoublay (France)